# 麩

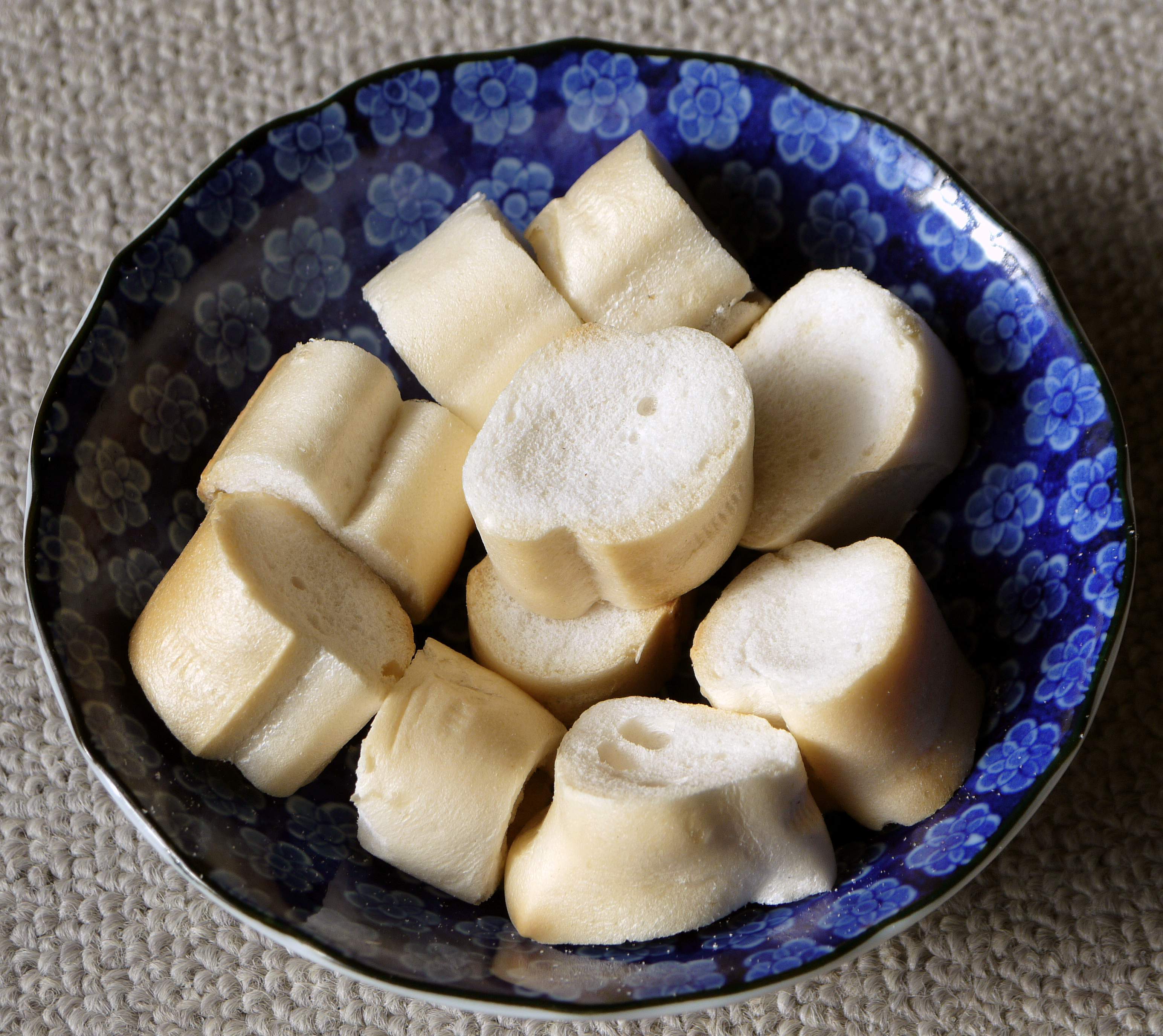
一般的な焼き麩

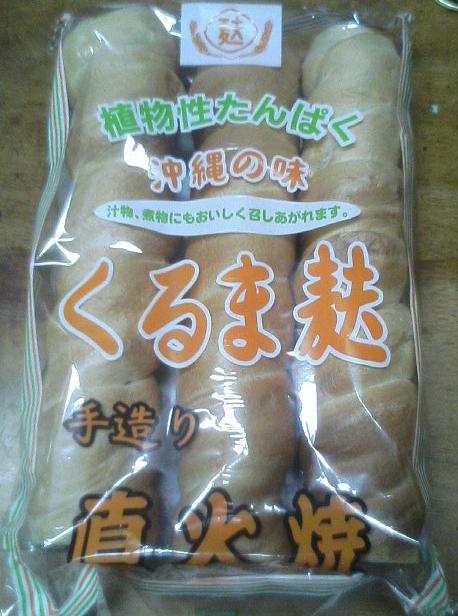
沖縄県で市販されているくるま麩

麩（麸、ふ）は、グルテンを主な原料とした加工食品。グルテンは小麦粉を水で練ることで生成される。

## 概要
室町時代初期に明から渡来した禅僧によって製法が伝来したとされ、当時の精進料理において豆腐と共に不足しがちなタンパク質を補う食材であった。
原料を茹でて製品にした生麩（なまふ）、原料を焼成した焼き麩（やきふ）、中華料理などで使われる原料を油脂で揚げた揚げ麩（あげふ）、原料を煮た後に乾燥させた乾燥麩があり、それぞれ食感が異なる。煮物・汁物・和え物や、すき焼きなどの鍋物の具、沖縄料理の炒め物の材料としても多く用いられている。秋田などの東北地方の一部や北海道の一部ではラーメンの具として用いられている。また、近年では滋賀県の一部でもラーメンの具として用いられている。京都においては精進料理の材料の一つとして重用されるほか、京料理としても利用される。
花の形や、手毬の形などを食紅などを使って彩りよく形どったものは飾り麩といい、京都の「京小町麩」、「花麩（はなふ）」、石川県の「加賀飾り麩」などが有名である。
生麩や焼き麩は、料理以外に、菓子として用いられる事があり、前者は小豆餡を包んで麩饅頭、後者は生地に着色して砂糖を練り込み、麩菓子などの駄菓子とする。黒糖で花林糖のような風味を持たせた麩かりんとうもある。
人間の食用以外には、焼き麩を粉状にしたものがコイやヘラブナの釣りエサに用いられる。
麩は主にグルテンであり、人によっては後述のようにセリアック病の症状が出る。

## 生産地
主な生産地を記載する。

### 日本
- 山形県 - 焼き麩
- 宮城県・岩手県（旧仙台藩地域） - 揚げ麩
- 新潟県村上市 - 焼き麩
- 石川県金沢市 - 生麩、焼き麩、飾り麩
- 山梨県 （登録商標第1165364号）- 小町麩　、焼き麩
- 京都府京都市 - 生麩、飾り麩
- 奈良県 - 生麩、焼き麩
- 沖縄県 - 焼き麩

## 工程と種類

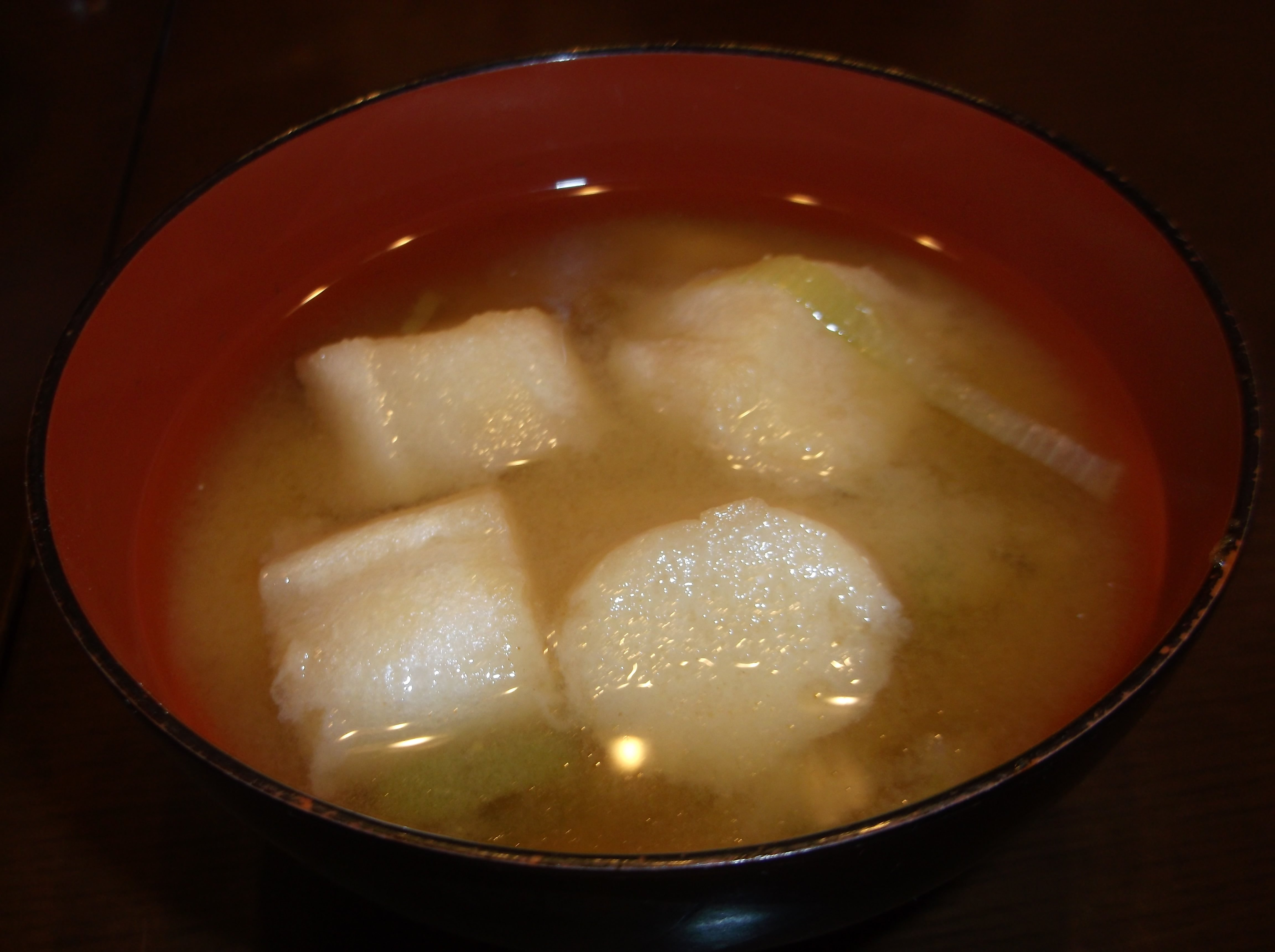
麩の味噌汁

### 生麩とその加工
小麦粉を食塩水と練って生地を作り、粘りが出たところで布などの袋に入れて水中で揉み、他のデンプン質を水中に流出させた後に残った成分がグルテンである。
グルテンを蒸したものを生麩という。生麩はもち麩ともいう。生麩には米粉や片栗粉などを加えて食感を調整したものや、ゴマ・ヨモギ・紅花などの素材を加えて風味や色どりを添えたものもある。生麩を油で揚げると揚げ麩になる。生麩を煮てから成形して乾燥させると乾燥麩になる。
また、上記のようにして作られたグルテンに小麦粉やもち米粉などの澱粉質やベーキングパウダーなどを加えて練り合わせ、焙り焼きしたものが焼き麩である。
このほか流出したデンプンを集めて乾燥させたものを正麩（しょうふ、漿麩）・浮き粉・じん粉と呼び、玉子焼（明石焼き）や関東のくず餅、糊や菓子の原料にされる。

### 揚げ麩
油麩（仙台麩）は、棒状の揚げ麩。旧仙台藩地域（岩手県南部および宮城県）の伝統食材である。
汁物に使う時は、水戻しせずに料理に使え、適当な大きさに切って煮物に入れることによりコクが出る。汁気の少ない料理に使う時は、水戻しが必要。

### 焼き麩

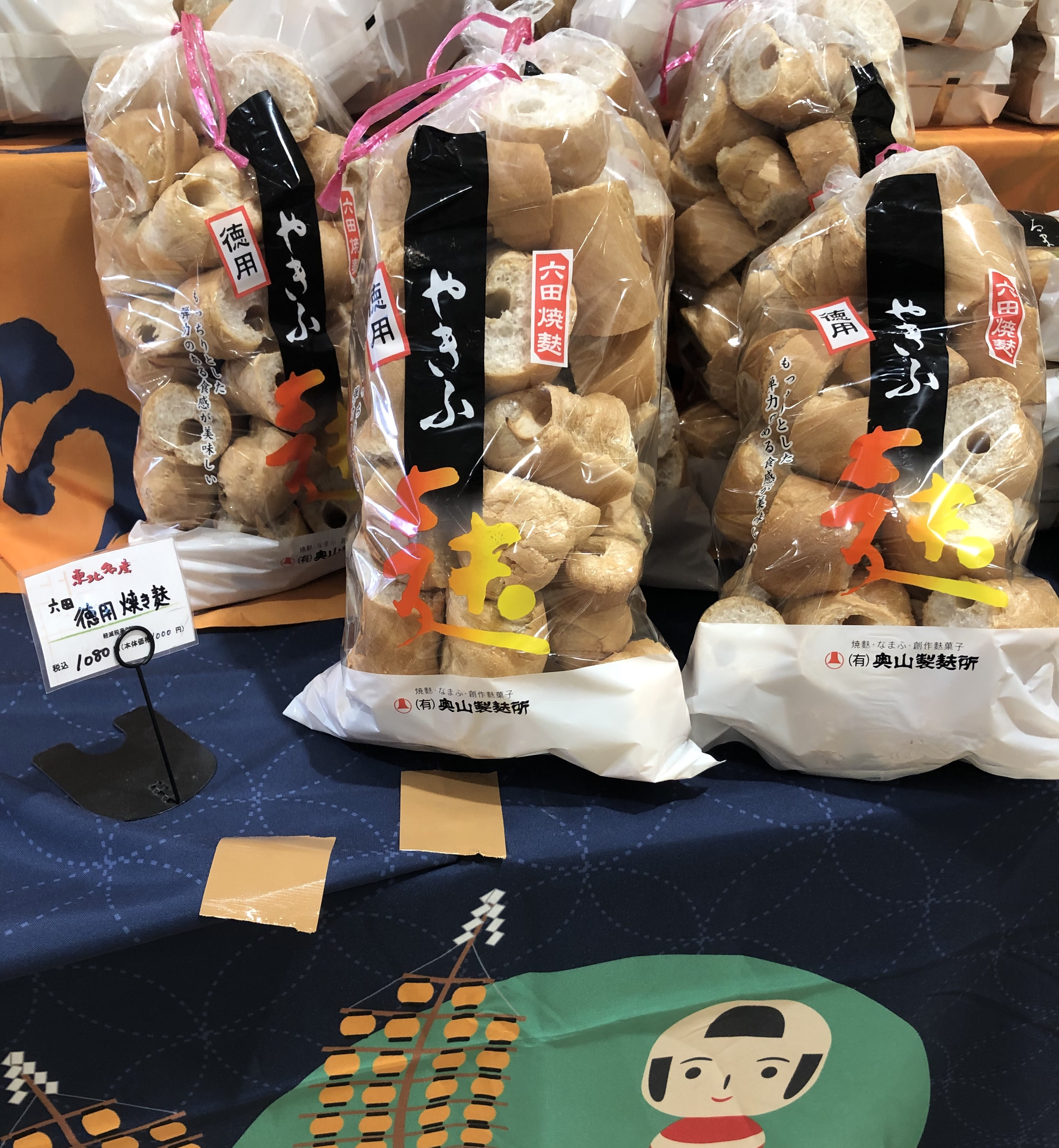
焼き麩

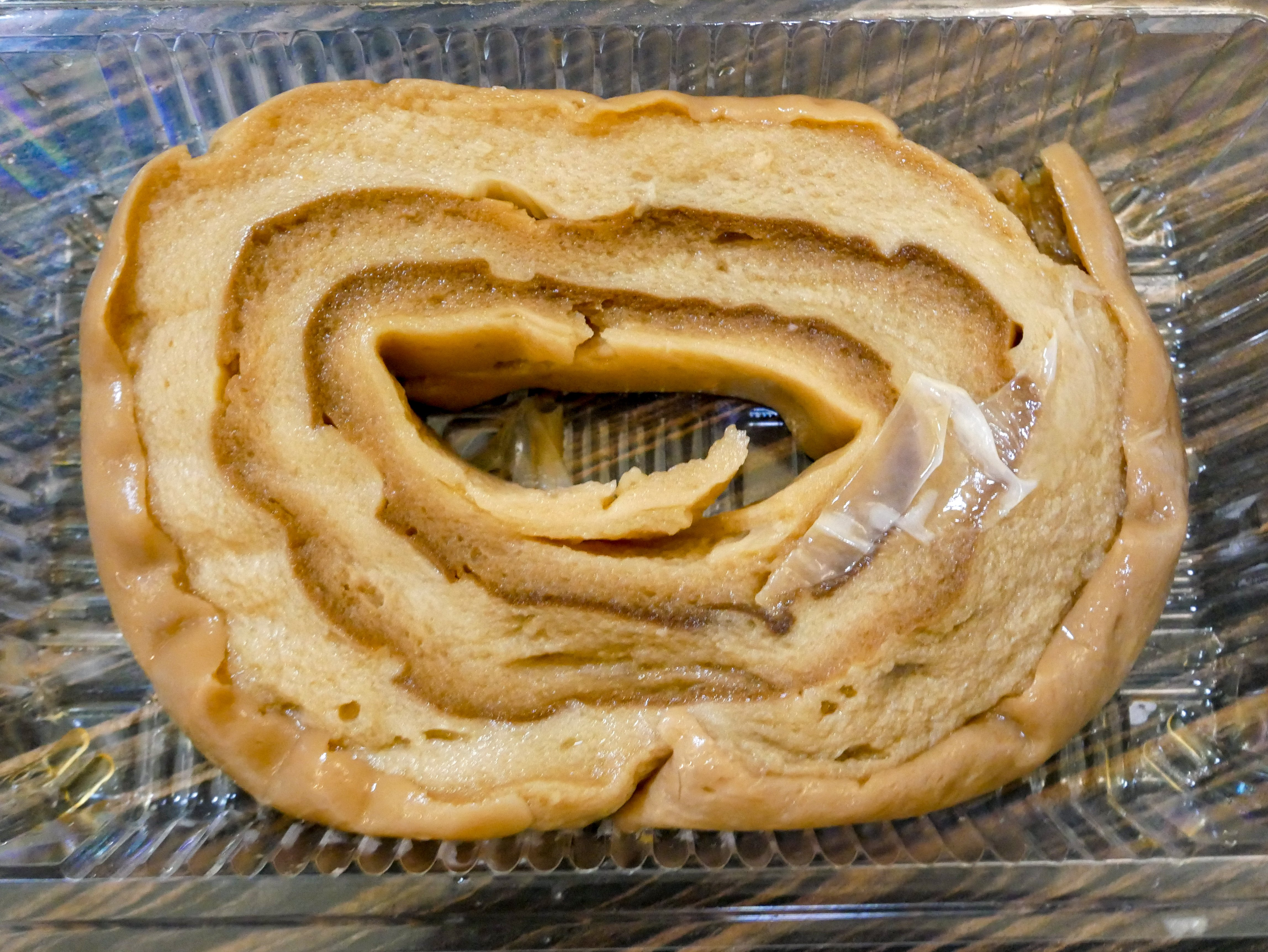
車麩の煮付け

焼いて加工する麩には直火焼きの車麩や板麩、釜を用いる釜焼き麩がある。
車麩
竹輪のように、アルミの棒に麩の生地を巻いて、回転させながら直火焼きする工程を3回ほど繰り返し、層状にしたもの。沖縄料理に欠かせない。石川県や新潟県でもよく食されている。
板麩
短冊似の板状に成形して焼いた物。山形県庄内町の「庄内麩」が有名。
釜焼き麩
釜焼き麩には、鋳物釜や鉄板釜などで焼く平釜焼きの製品（小町麩（登録商標第1165364号）、切麩、おつゆ麩等）と花麩や松茸麩などの型釜焼きの製品がある。

### 郷土食における麩

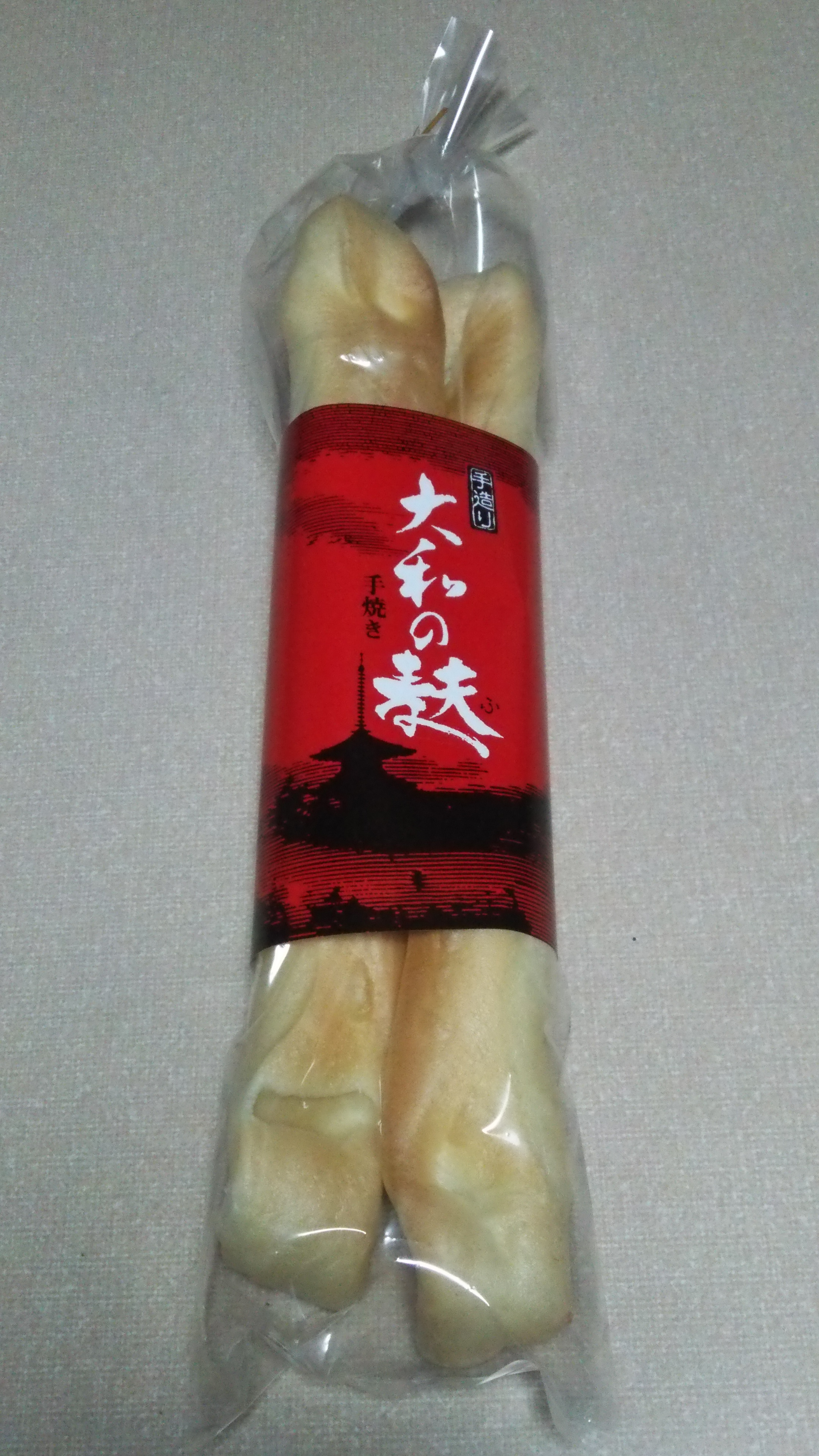
「大和麩」

押し麩
車麩を春巻きのように押し潰したもの。山形県などで作られている。
豆麩
ボーロの形をした麩。福島県会津地方の郷土料理こづゆの材料に使われる。岩手県久慈市などで食べられるまめぶ汁で使われる材料とは異なる。
まんじゅう麩（岩船麩）
饅頭型をした麩。新潟県村上市岩船地区が発祥地とされ、「岩船麩」として知られる。同県の下越地方で作られる。
つぶし麩
まんじゅう麩に蒸気を当てて蒸し、軟らかくなったところを円盤状に押し潰したもので、密度が高い。
つと麩
つとぶ、苞麩。生麩を巻き簾で成形し、加熱したもの。穴のないちくわぶのような形状をなす。東京の生麩とされるが、都内でも製造は数社にとどまる。煮物に用いる。ちくわぶの原型とする説もある。
角麩
成形に簾（すだれ）を使った四角形状の麩で、面には波状の模様がつく。生麩と乾燥麩がある。
角麩は名古屋市周辺や尾張地方・岐阜県美濃地方で製造・消費される生麩で、この地域ではスーパーマーケットなどの小売店でもよく見かける。
これを「すだれ麩」と呼ぶ地方が存在し、石川県では生麩でじぶ煮の材料であり、茨城県結城市では長方形状の薄い乾燥麩で塩分が強く、水で戻して塩抜きしごま酢あえに調理され、冠婚葬祭の時などに食べられてきた。
丁字麩（ちょうじふ）
京都、滋賀名産の四角形の焼き麩。畔畝や条里の線に見立てた筋が入っている。
大和麩
奈良県独特の麩で、バゲットのような形をしている。好みの大きさに切って使える。
安平麩（あんぺいふ）
山口県で生産される丸型の焼き麩。原材料はグルテンと小麦粉。一見シュークリームを思わせる外見をしている。

## 歴史
日本では「麩」という字で麬（ふすま）を指し、後にその加工品である麪筋にもこの字が当てられた（『本朝食鑑』）。また、小麦が中国大陸から伝来されたことから唐粉（からこ、殻粉）とも称した。「麩＝ふ」としての最古の記録は南北朝時代に書かれた『嘉元記』正平7年（1352年）5月10日条に登場する「フ」の記述である（なお、同条に「フ」と併記されている「ウトム」がうどんの最古の記録とされている）。禅宗の広まりとともに精進料理や懐石料理などで麩が採用され、日本の食卓でも馴染みのものになっていった。

## セリアック病
麩は主にグルテンであり、セリアック病にかかっている人（欧米では1%程度の人が罹患している）の小腸で炎症を引き起こす。